# Biba (magazine)
Pour les articles homonymes, voir Biba.
Biba est un magazine féminin mensuel créé en 1980 par Élisabeth Lefebvre, Alain Lefebvre et Paule Feuillet. Il est publié par Reworld Media (ex-Emap France), en deux formats.

## Contenu rédactionnel
Le magazine contient différentes rubriques sur l'amour et la sexualité, les produits de beauté, la mode, la décoration, le cinéma, la littérature, la musique, les vidéos, le tourisme, des portraits de personnes célèbres, des interviews de personnes inconnues, des recettes de cuisine et un horoscope.